# Sachalin-Hokkaidō-Tunnel

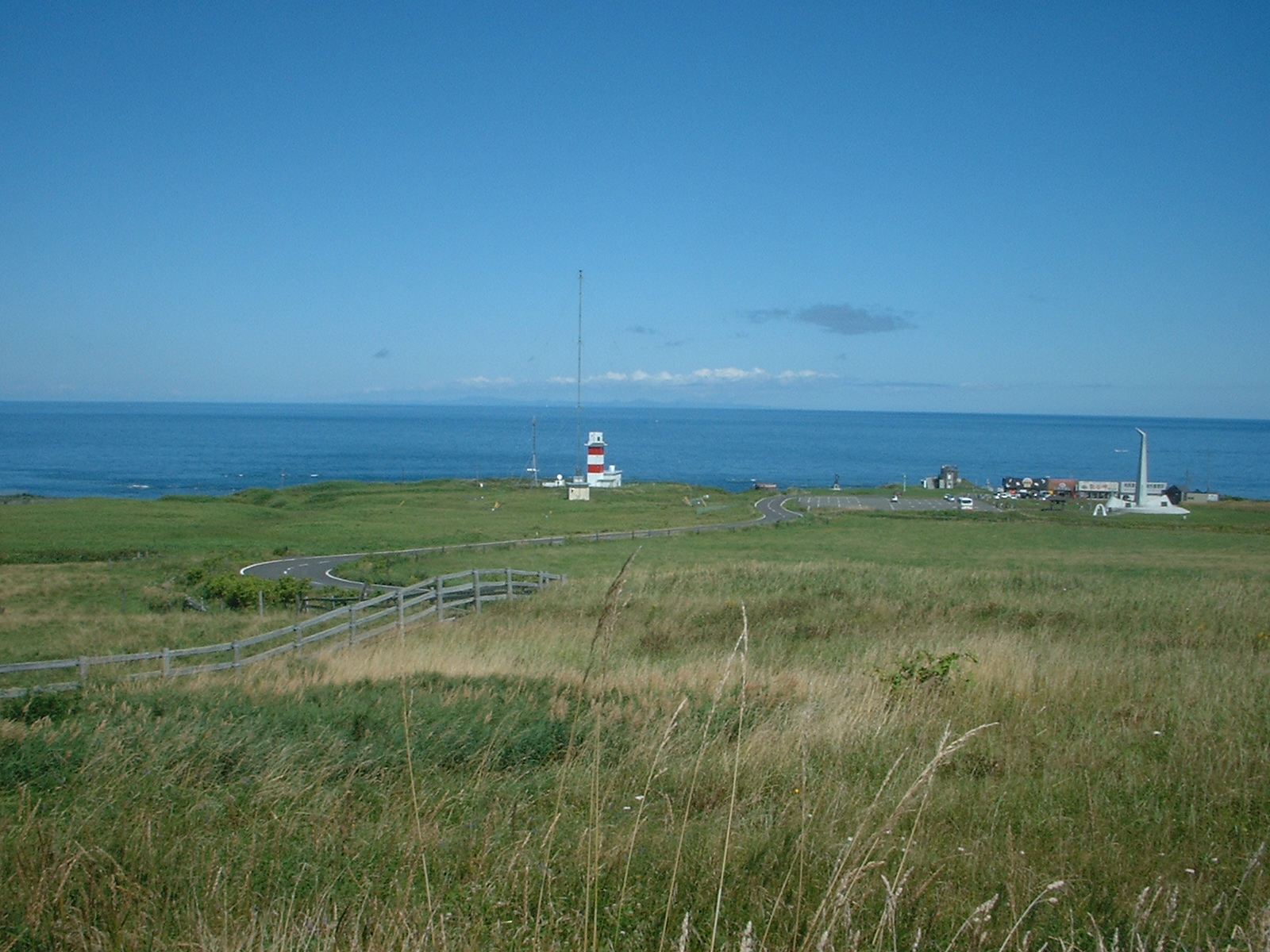
Blick von Kap Sōya, Hokkaidō, über die La-Pérouse-Straße auf Sachalin

Der Sachalin-Hokkaidō-Tunnel ist eine Idee der Eisenbahn-Verbindung der russischen Insel Sachalin und der japanischen Insel Hokkaidō unter der La-Pérouse-Straße. Nach russischen Schätzungen werden die Kosten circa 50 Milliarden $ betragen.

## Tunnelprojekt
Der Tunnel würde mit einer Länge von etwa 40 bis 45 km Kap Crillon in Russland und Kap Sōya in Japan verbinden.
Das Projekt wäre eine Alternative zum Japan-Korea-Tunnel, da man in Russland bereits bei der Planung und beim Bau vieler der notwendigen Anbindungen von Sachalin zum Festland weit fortgeschritten ist und weil der Tunnel erheblich kürzer als der Japan-Korea-Tunnel zwischen Japan und Korea wäre.

## Spurweite
Die Eisenbahn auf Sachalin hatte bis 2019 weitestgehend eine Spurweite von 1067 mm, danach wurde das gesamte Streckennetz auf 1520 mm (russische Breitspur) umgestellt. Das Streckennetz der Japanischen Eisenbahnen hat eine Spurweite von 1067 mm bzw. im Shinkansen-Netzwerk die Normalspur 1435 mm. Die Schienennetze sind daher nicht kompatibel. Es ist unklar, welche Spurweite für den vorgeschlagenen Tunnel und die zugehörige Infrastruktur verwendet werden würden oder ob Mehrschienengleise oder Umspureinrichtungen benutzt werden sollen.